# Condé-sur-Aisne
Pour les articles homonymes, voir Condé.
Condé-sur-Aisne est une commune française située dans le département de l'Aisne en région Hauts-de-France.

## Géographie
C'est sur le territoire de Condé-sur-Aisne que se trouve la confluence de l'Aisne et de la Vesle, une dizaine de kilomètres en amont de Soissons.

### Localisation

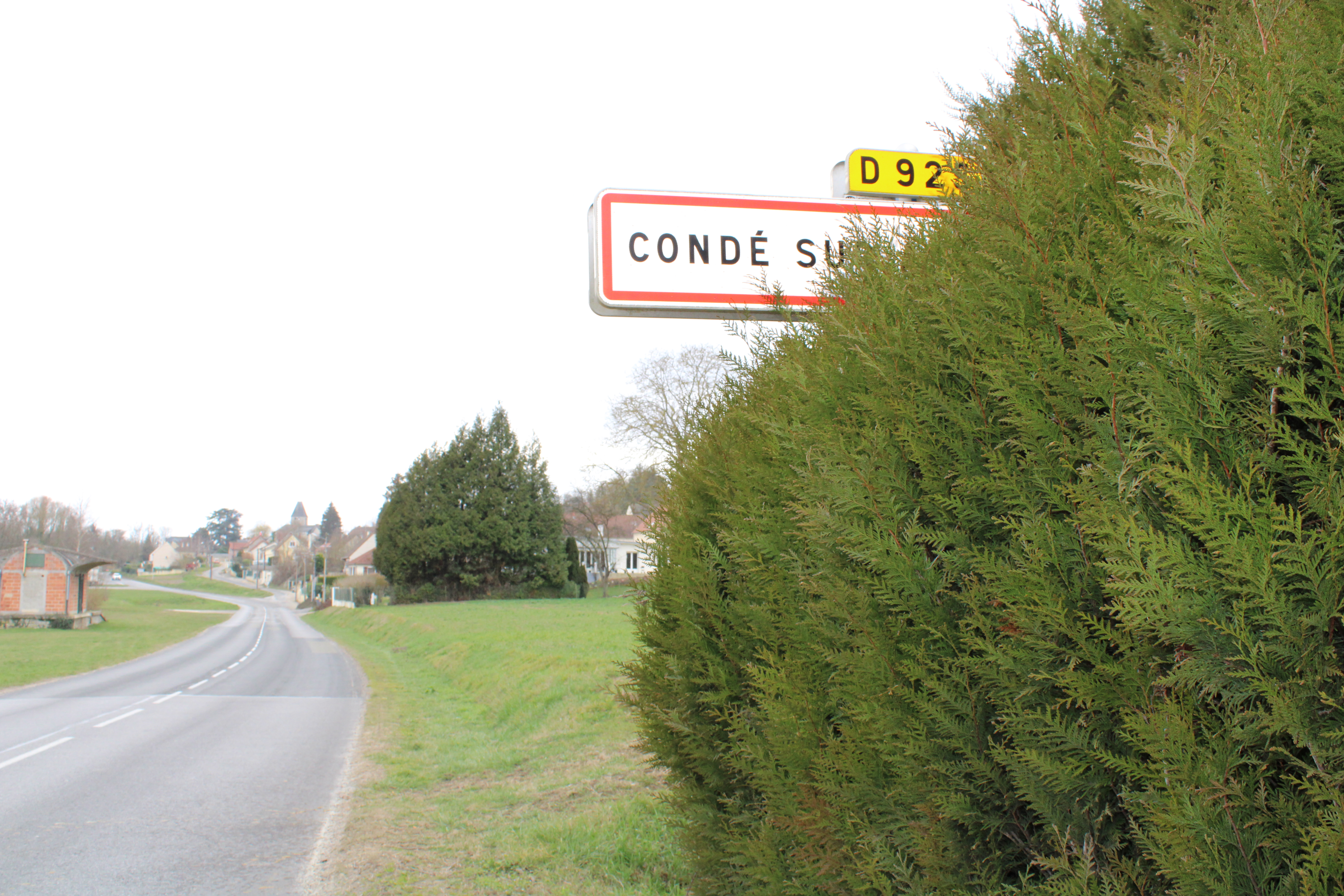
Entrée du village côté Celles-sur-Aisne.

### Hydrographie

#### Réseau hydrographique
La commune est située dans le bassin Seine-Normandie. Elle est drainée par la Vesle et l'Aisne,.
La Vesle, d'une longueur de 139 km, prend sa source dans la commune de Somme-Vesle et se jette  dans l'Aisne à Ciry-Salsogne, après avoir traversé 52 communes.
L'Aisne est un  cours d'eau naturel navigable de 256 km de longueur, traversant les cinq départements Meuse, Marne, Ardennes, Aisne, Oise. Elle est un affluent de rive gauche de l'Oise, ce qui fait d'elle un sous-affluent de la Seine.

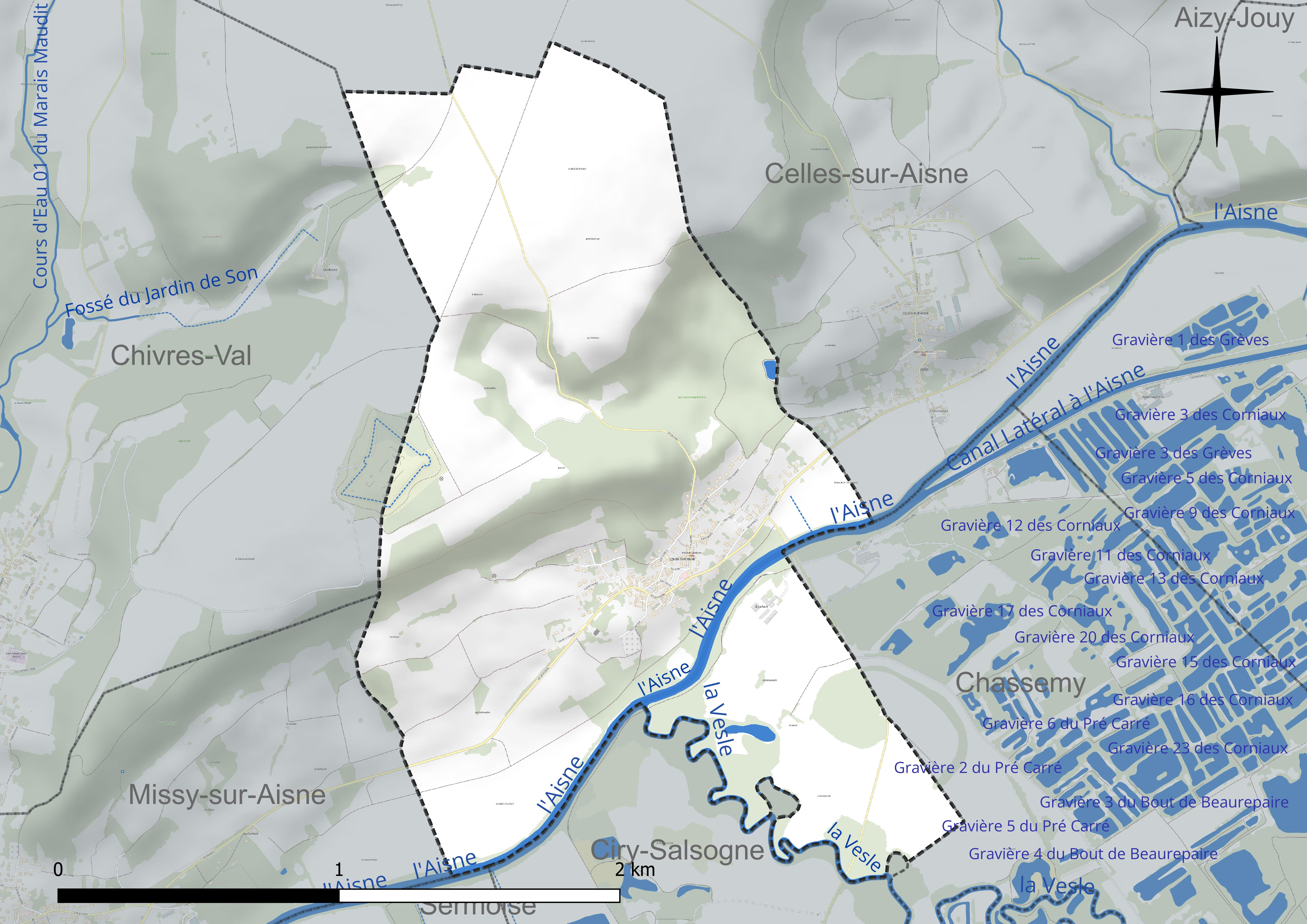
Réseau hydrographique de Condé-sur-Aisne.

#### Gestion et qualité des eaux
Le territoire communal est couvert par le schéma d'aménagement et de gestion des eaux (SAGE) « Aisne Vesle Suippe ». Ce document de planification, dont le territoire s'étend sur 3 096 km2 répartis sur trois départements (Aisne, Marne et Ardennes) et deux régions (Champagne-Ardenne et Picardie), a été approuvé le 16 décembre 2013. La structure porteuse de l'élaboration et de la mise en œuvre est le Syndicat d'aménagement des bassins Aisne Vesle Suippe (SIABAVES).
La qualité des cours d'eau peut être consultée sur un site spécial géré par les agences de l'eau et l'Agence française pour la biodiversité.

### Climat
Pour des articles plus généraux, voir Climat des Hauts-de-France et Climat de l'Aisne.
En 2010, le climat de la commune est de type climat océanique dégradé des plaines du Centre et du Nord, selon une étude du CNRS s'appuyant sur une série de données couvrant la période 1971-2000. En 2020, Météo-France publie une typologie des climats de la France métropolitaine dans laquelle la commune est exposée à un climat océanique altéré et est dans la région climatique Nord-est du bassin Parisien, caractérisée par un ensoleillement médiocre, une pluviométrie moyenne régulièrement répartie au cours de l'année et un hiver froid (3 °C).
Pour la période 1971-2000, la température annuelle moyenne est de 10,4 °C, avec une amplitude thermique annuelle de 14,9 °C. Le cumul annuel moyen de précipitations est de 671 mm, avec 11,4 jours de précipitations en janvier et 8,2 jours en juillet. Pour la période 1991-2020, la température moyenne annuelle observée sur la station météorologique la plus proche, située sur la commune de Braine à 8 km à vol d'oiseau, est de 11,3 °C et le cumul annuel moyen de précipitations est de 662,7 mm,. Pour l'avenir, les paramètres climatiques de la commune estimés pour 2050 selon différents scénarios d'émission de gaz à effet de serre sont consultables sur un site spécial publié par Météo-France en novembre 2022.

## Urbanisme

### Typologie
Au 1er janvier 2024, Condé-sur-Aisne est catégorisée commune rurale à habitat dispersé, selon la nouvelle grille communale de densité à 7 niveaux définie par l'Insee en 2022.
Elle est située hors unité urbaine. Par ailleurs la commune fait partie de l'aire d'attraction de Soissons, dont elle est une commune de la couronne,. Cette aire, qui regroupe 92 communes, est catégorisée dans les aires de 50 000 à moins de 200 000 habitants,.

### Occupation des sols
L'occupation des sols de la commune, telle qu'elle ressort de la base de données européenne d'occupation biophysique des sols Corine Land Cover (CLC), est marquée par l'importance des territoires agricoles (62,5 % en 2018), une proportion sensiblement équivalente à celle de 1990 (62,2 %). La répartition détaillée en 2018 est la suivante : 
terres arables (62,5 %), forêts (29,8 %), zones urbanisées (7,7 %).
L'évolution de l'occupation des sols de la commune et de ses infrastructures peut être observée sur les différentes représentations cartographiques du territoire : la carte de Cassini (XVIIIe siècle), la carte d'état-major (1820-1866) et les cartes ou photos aériennes de l'IGN pour la période actuelle (1950 à aujourd'hui).

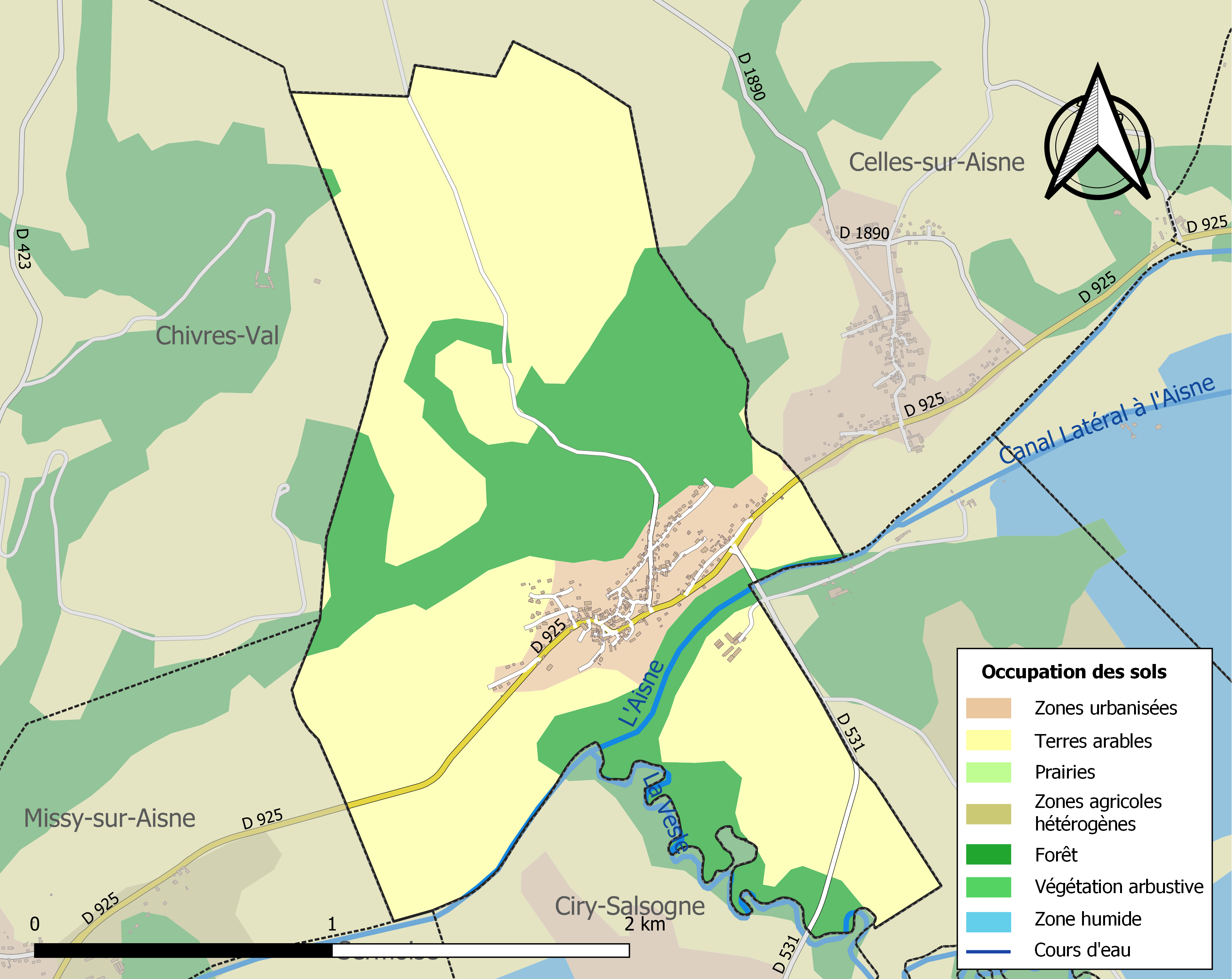
Carte des infrastructures et de l'occupation des sols de la commune en 2018 (CLC).

## Toponymie
Attestée sous la forme Condetum en 1202.
Durant la Révolution, la commune porte le nom de Scevole-sur-Aisne.
Condé du gaulois condate, signifiant « confluent », c'est sur le territoire de commune que se trouve la confluence de l'Aisne et de la Vesle.

## Histoire

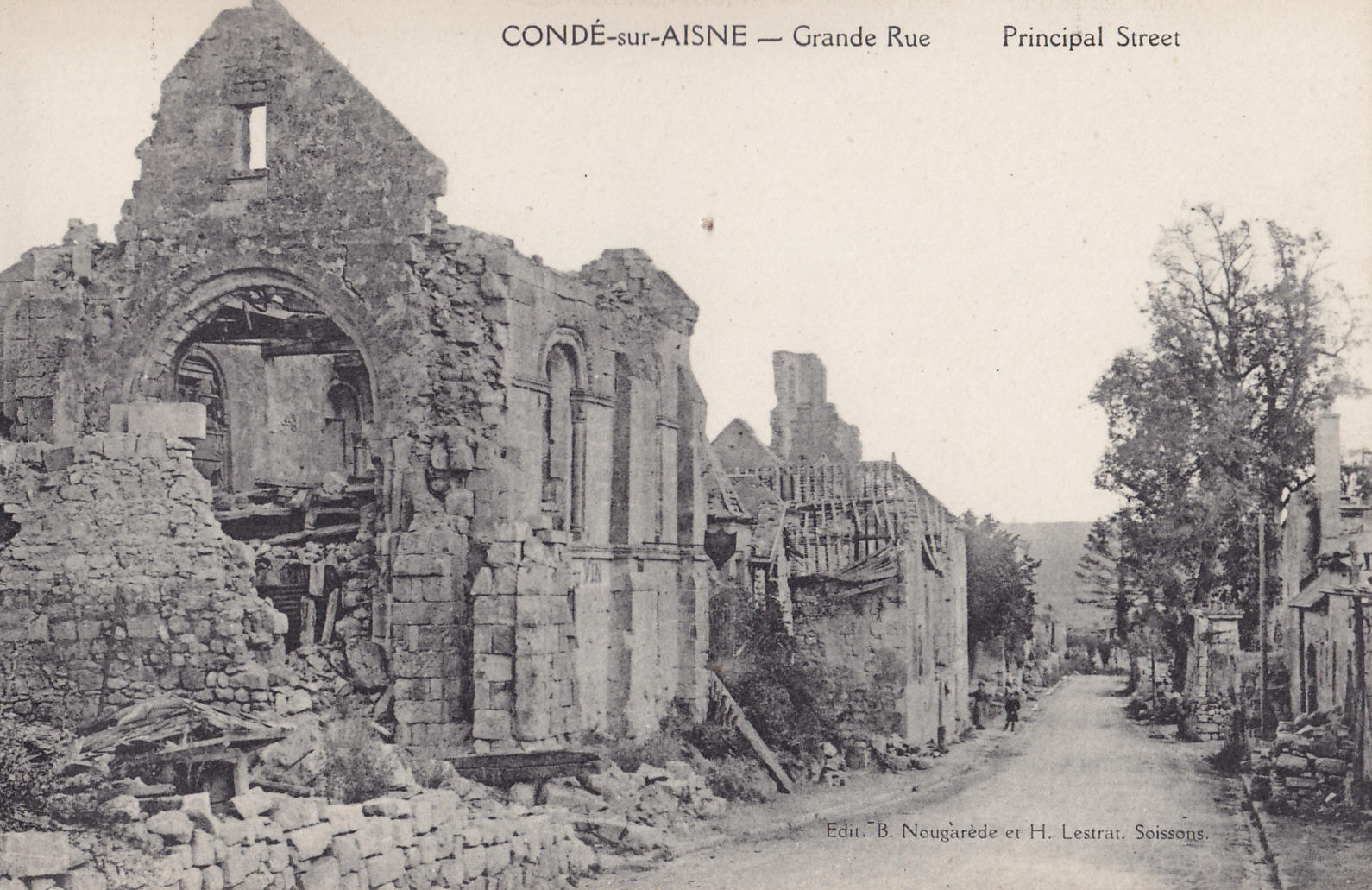
Destructions du village, pendant la Première Guerre mondiale.

En 57 av. J.-C. : bataille de l'Aisne.

## Politique et administration

### Découpage territorial
La commune de Condé-sur-Aisne est membre de la communauté de communes du Val de l'Aisne, un établissement public de coopération intercommunale (EPCI) à fiscalité propre créé le 28 décembre 1994 dont le siège est à Presles-et-Boves. Ce dernier est par ailleurs membre d'autres groupements intercommunaux.
Sur le plan administratif, elle est rattachée à l'arrondissement de Soissons, au département de l'Aisne et à la région Hauts-de-France. Sur le plan électoral, elle dépend du  canton de Fère-en-Tardenois pour l'élection des conseillers départementaux, depuis le redécoupage cantonal de 2014 entré en vigueur en 2015, et de la cinquième circonscription de l'Aisne  pour les élections législatives, depuis le dernier découpage électoral de 2010.

### Administration municipale
| Période                                  | Période                   | Identité                    | Étiquette | Qualité                                                    |
| ---------------------------------------- | ------------------------- | --------------------------- | --------- | ---------------------------------------------------------- |
| Les données manquantes sont à compléter. |                           |                             |           |                                                            |
| ?                                        | ?                         | Émile Magniaudé (1849-1923) |           | Député, manufacturier                                      |
| mars 2001                                | En cours (au 12 mai 2014) | Philippe Martin             | DVD       | Retraité Fonction publique Réélu pour le mandat 2014-2020, |
| mai 2020                                 | En cours (au 6 juin 2020) | Typhaine Guédon             |           | Conseillère en immobilier                                  |

## Démographie
L'évolution du nombre d'habitants est connue à travers les recensements de la population effectués dans la commune depuis 1793. Pour les communes de moins de 10 000 habitants, une enquête de recensement portant sur toute la population est réalisée tous les cinq ans, les populations de référence des années intermédiaires étant quant à elles estimées par interpolation ou extrapolation. Pour la commune, le premier recensement exhaustif entrant dans le cadre du nouveau dispositif a été réalisé en 2004.

En 2022, la commune comptait 358 habitants, en stagnation par rapport à 2016 (Aisne : −1,97 %, France hors Mayotte : +2,11 %).
| 1793 | 1800 | 1806 | 1821 | 1831 | 1836 | 1841 | 1846 | 1851 |
| ---- | ---- | ---- | ---- | ---- | ---- | ---- | ---- | ---- |
| 393  | 396  | 409  | 376  | 417  | 462  | 441  | 451  | 423  |

| 1856 | 1861 | 1866 | 1872 | 1876 | 1881 | 1886 | 1891 | 1896 |
| ---- | ---- | ---- | ---- | ---- | ---- | ---- | ---- | ---- |
| 393  | 384  | 362  | 324  | 301  | 370  | 335  | 340  | 298  |

| 1901 | 1906 | 1911 | 1921 | 1926 | 1931 | 1936 | 1946 | 1954 |
| ---- | ---- | ---- | ---- | ---- | ---- | ---- | ---- | ---- |
| 448  | 443  | 464  | 208  | 261  | 251  | 203  | 181  | 205  |

| 1962 | 1968 | 1975 | 1982 | 1990 | 1999 | 2004 | 2006 | 2009 |
| ---- | ---- | ---- | ---- | ---- | ---- | ---- | ---- | ---- |
| 185  | 174  | 227  | 245  | 318  | 358  | 355  | 357  | 403  |

| 2014 | 2019 | 2022 | - | - | - | - | - | - |
| ---- | ---- | ---- | - | - | - | - | - | - |
| 371  | 364  | 358  | - | - | - | - | - | - |

## Culture locale et patrimoine

### Lieux et monuments
- Fort de Condé - Fort construit par le général Séré de Rivière, utilisé pendant la Première Guerre mondiale, lieu de nombreux affrontements entre Français et Allemands. Le fort est devenu un musée, à voir dans la continuité du Chemin des Dames.
- L'église Saint-Pierre-et-Saint-Paul, construite dès le XIIe siècle est classée monument historique depuis 1919.
- La chapelle de l'ancien prieuré de Saint-Ouen du XIIe siècle est classée depuis 1921. Jeanne d'Arc y a passé une nuit.
- Monument aux morts.
- Monument des aviateurs britanniques et canadiens.

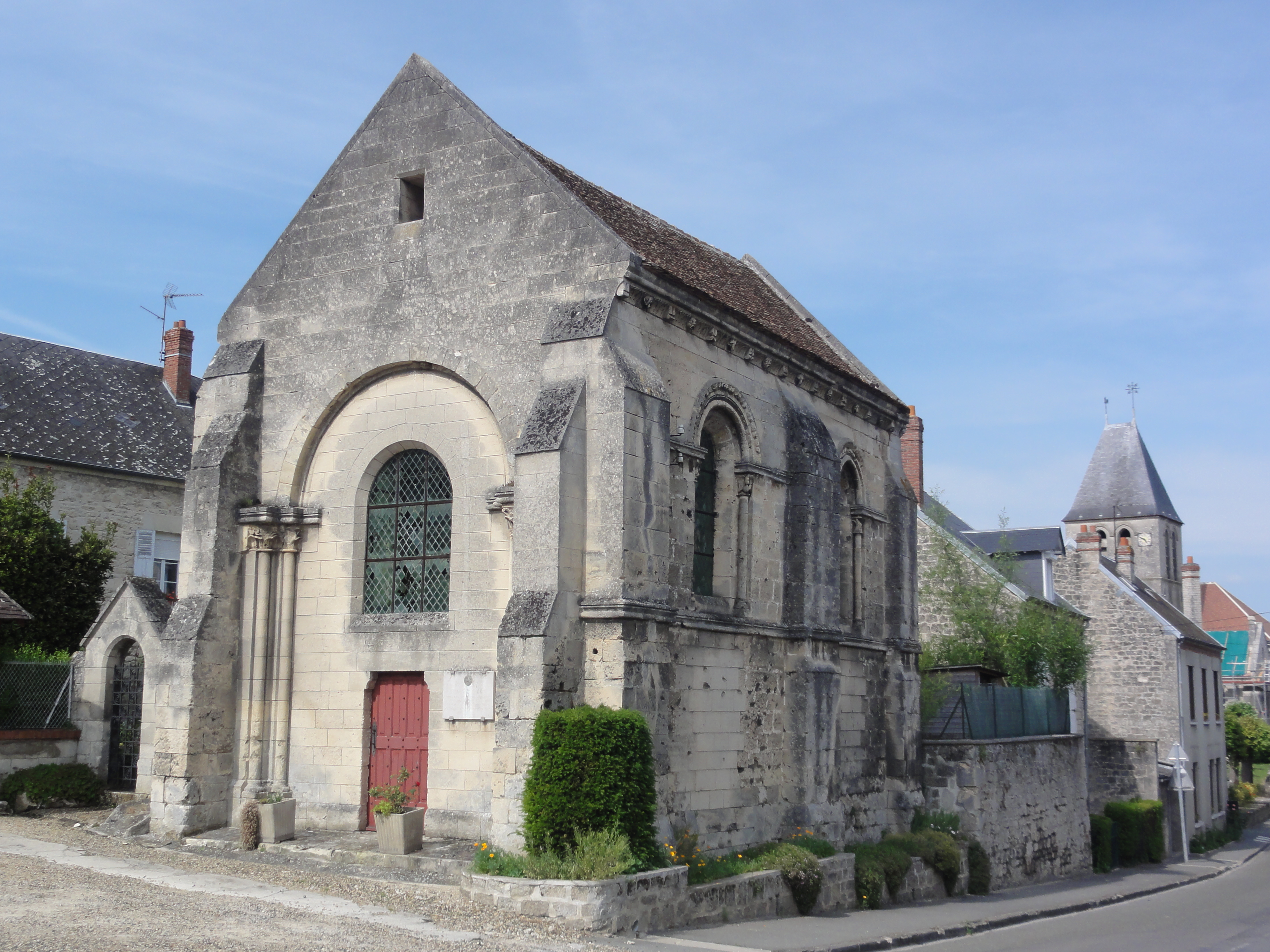
Chapelle de l'ancien prieuré de Saint-Ouen.
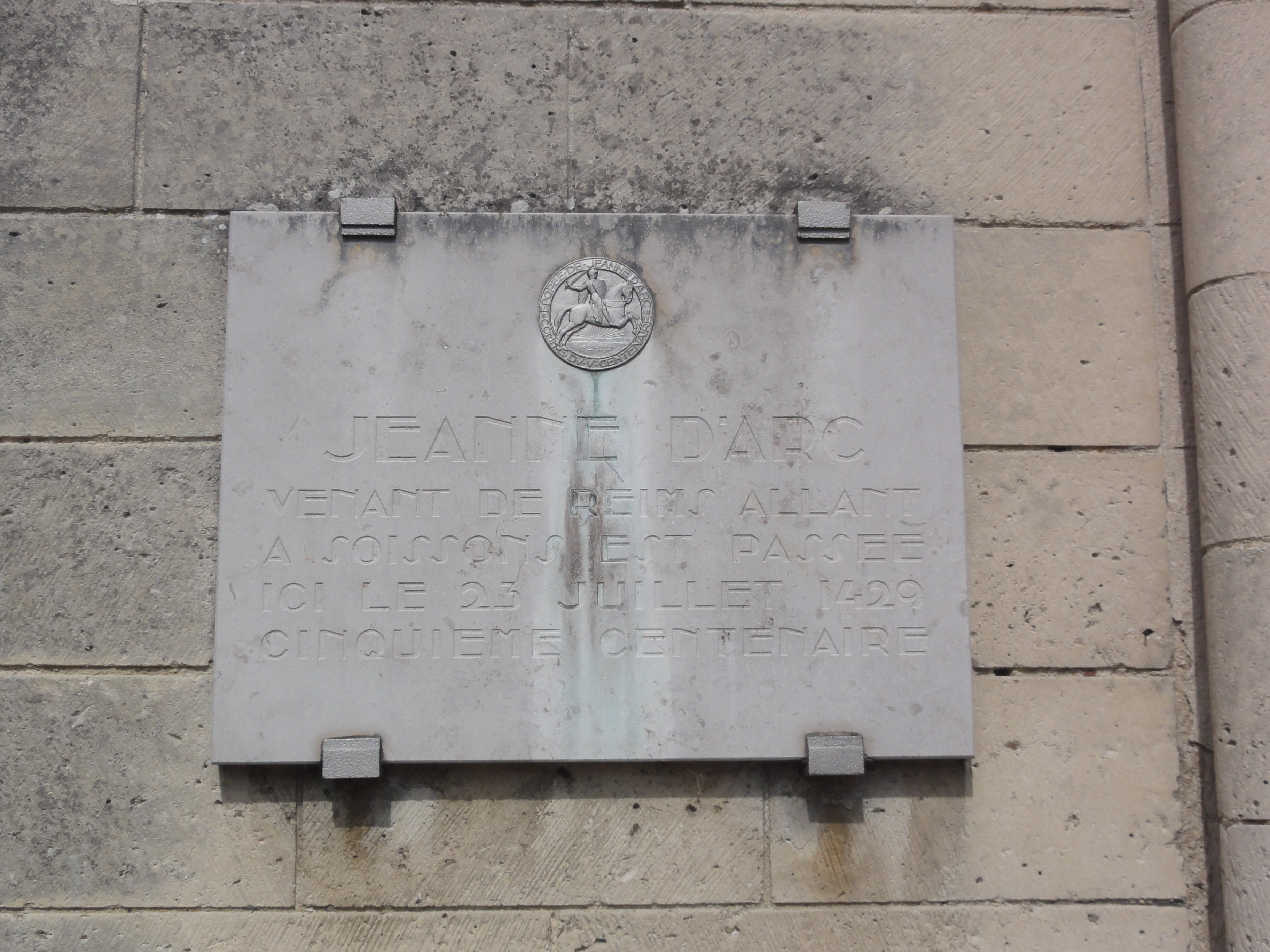
Plaquette sur la chapelle commémorant Jeanne-d'Arc.
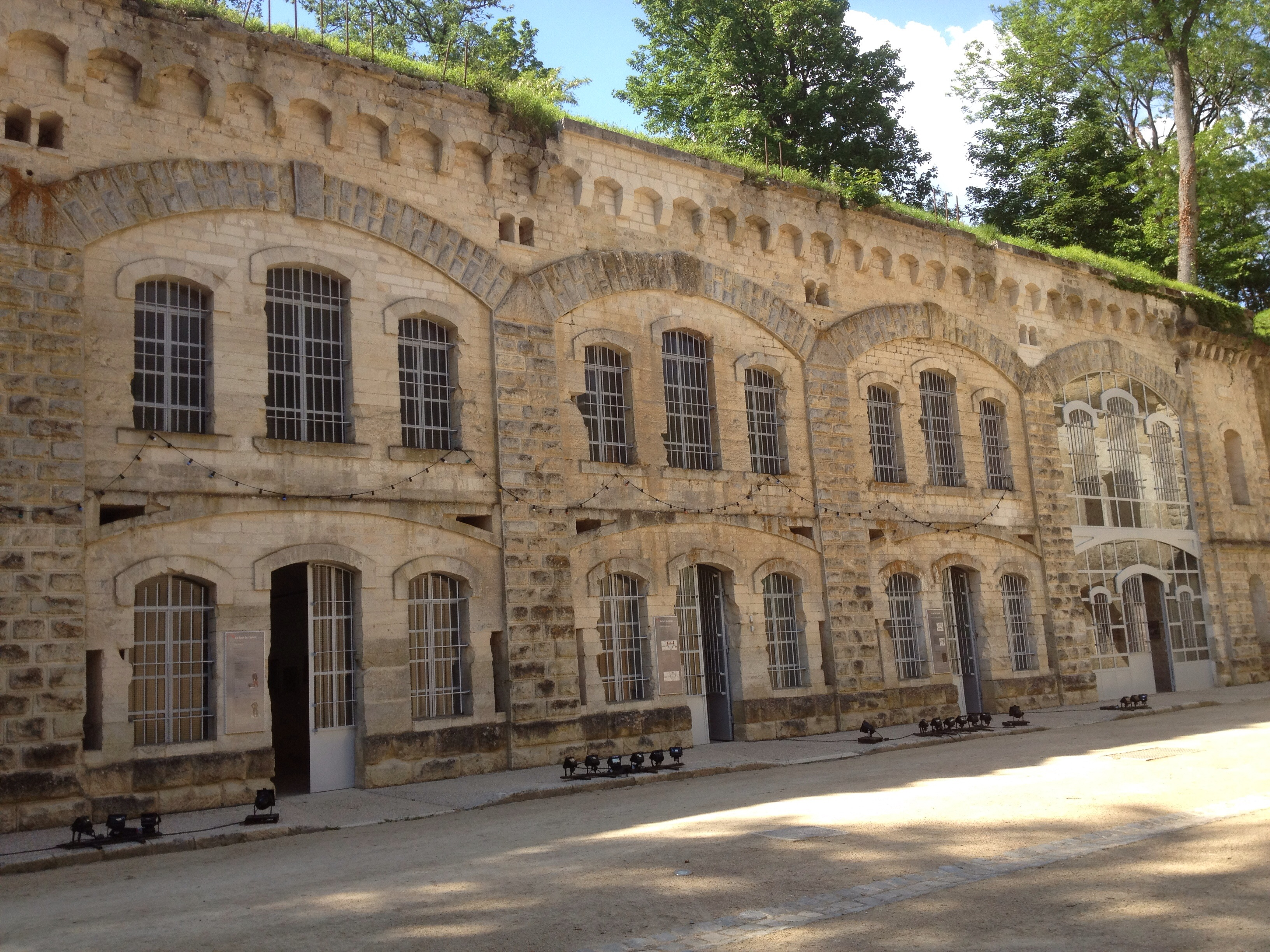
Fort de Condé (casernement).
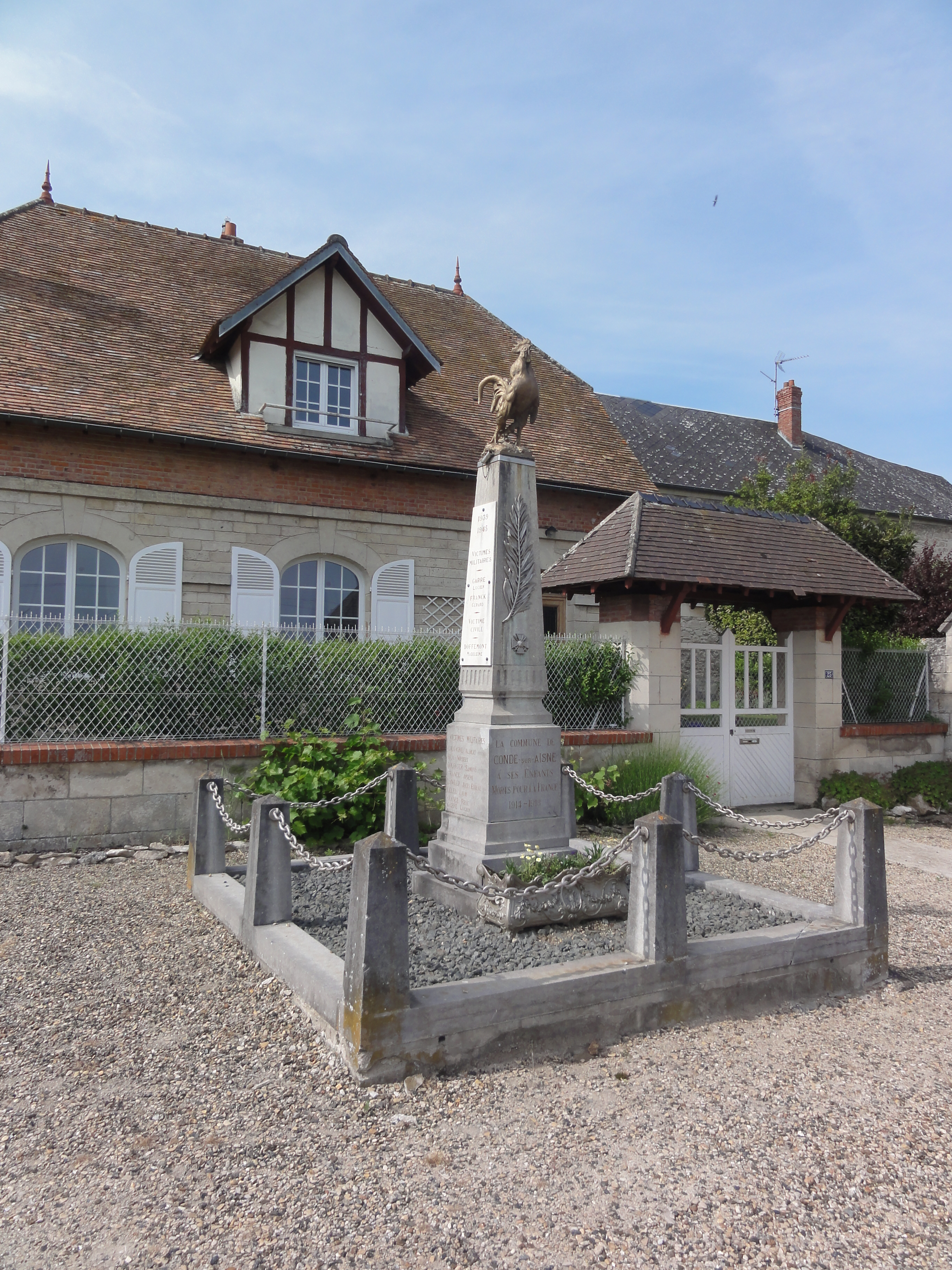
Monument aux morts.
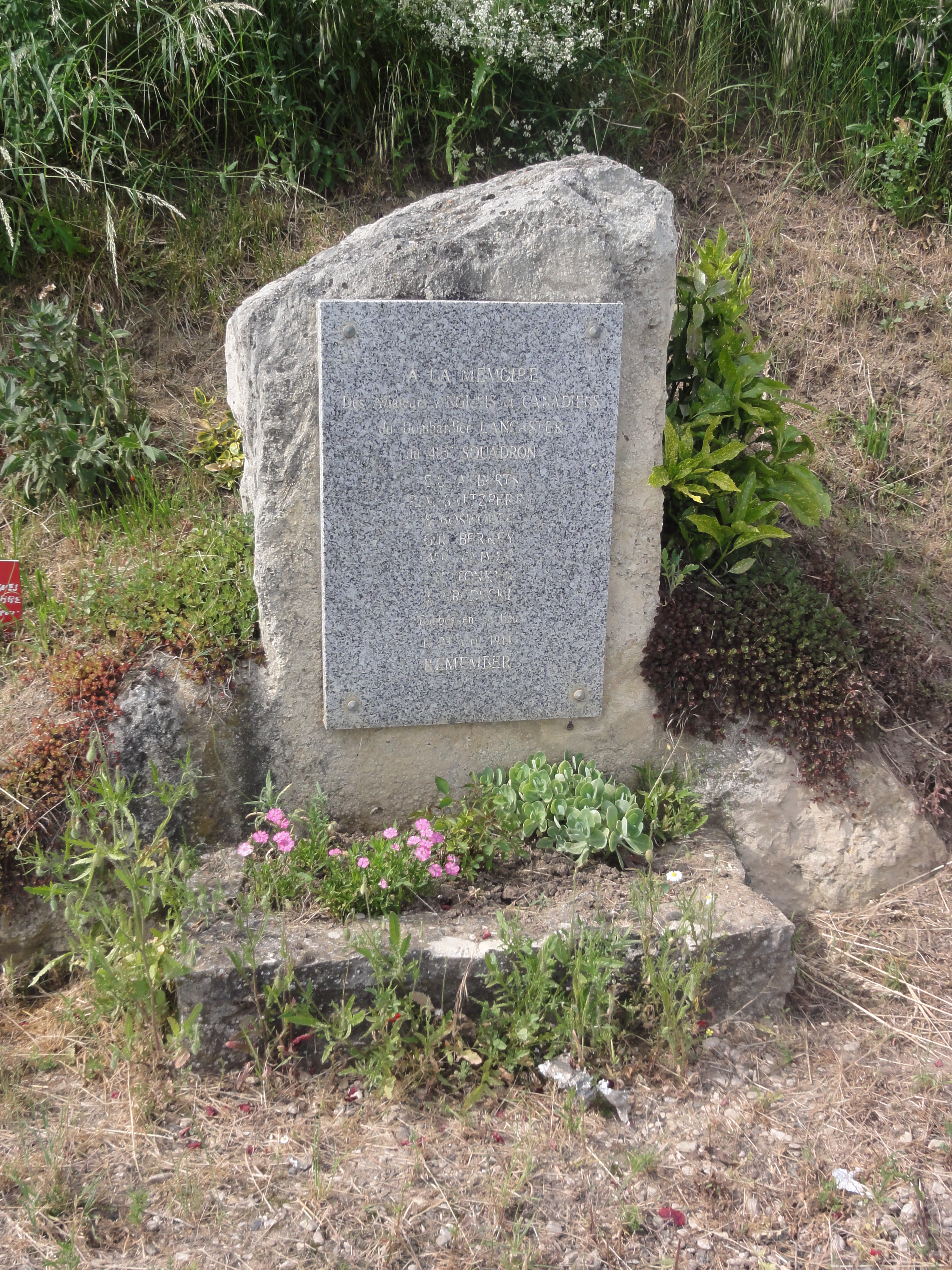
Mémorial aviateurs anglais et canadiens 1944.

## Pour approfondir